# Doto pita
Doto pita is een slakkensoort uit de familie van de Dotidae. De wetenschappelijke naam van de soort is voor het eerst geldig gepubliceerd in 1955 door Er. Marcus.